# 존 폴 루턴

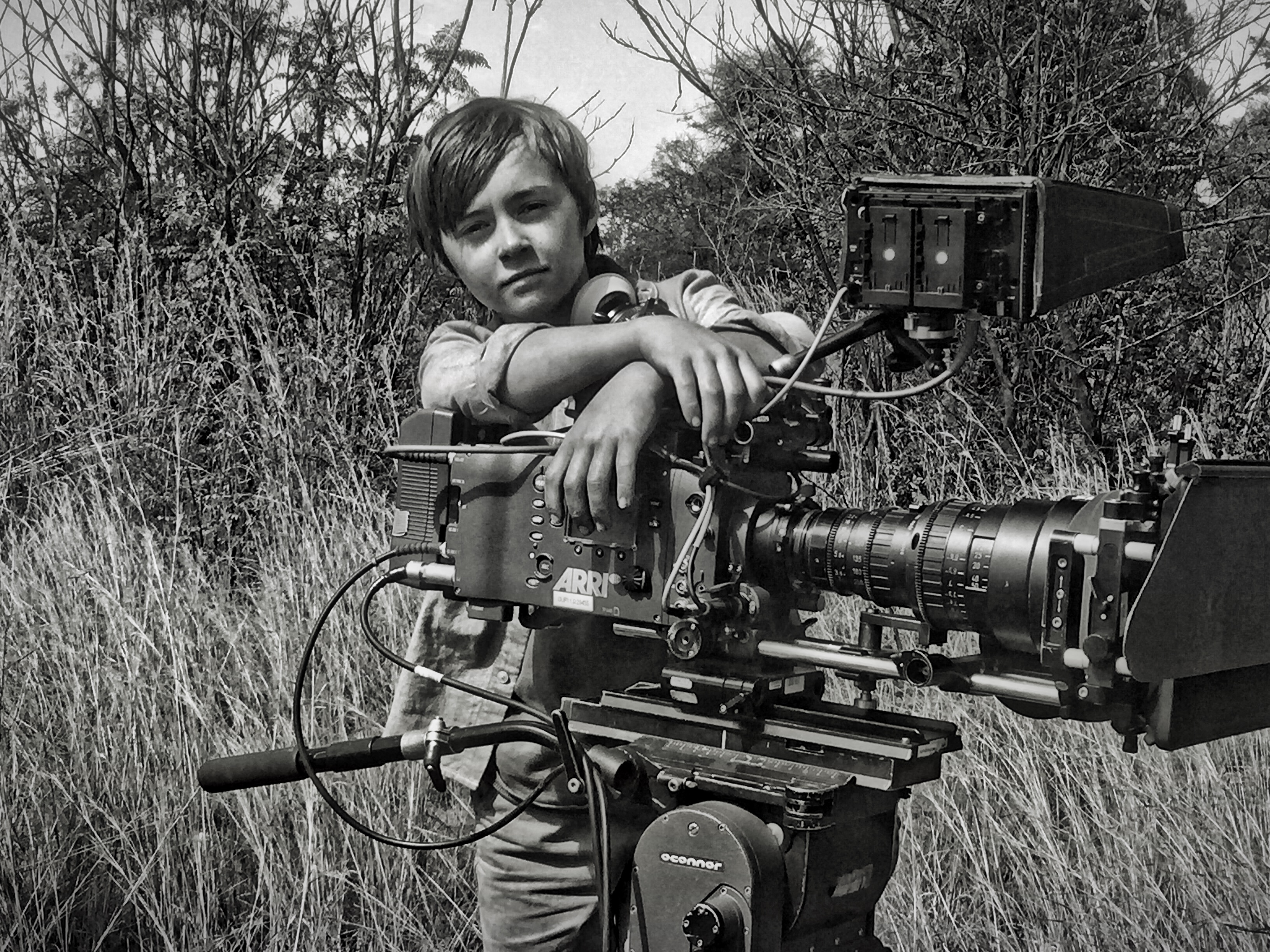

존 폴 루턴(John Paul Ruttan, 2001년 5월 12일 ~ )은 캐나다의 아역 배우, 배우, 텔레비전 배우이다.
토론토에서 태어났다.

## 영화
- 어게인스트 더 와일드 2: 서바이브 더 세렝게티 (2016년)
- 로보캅 (2014년) - 데이빗 머피 역
- 과거를 찾아서 (2013년)
- 디펜더 (2009년)